# 哈答斤
哈答斤（Qadagin），又作合答斤、合塔斤、合答吉、哈答吉、哈塔斤、合底忻等，为尼伦蒙古的一支。相传该部是阿阑豁阿長子不忽合塔吉的后裔，在今呼伦湖以东地区游牧。成吉思汗兴起后，首领巴忽搠罗吉率部与塔塔儿、散只兀、朵儿边等部结盟与成吉思汗作战，被征服后归降。撒察别乞和铁木真的宴会上，有一个名叫合答吉歹的人偷马，被不里孛阔袒护，引起了与别勒古台的争斗。这个合答吉歹就是哈答斤部人。
他們後來演變成各突厥民族中的卡塔干部。